# Ernst Heubach (Jurist)
Ernst Julius Gustav Heubach (* 16. August 1897 in Stuttgart; † 19. Juni 1978 ebenda) war ein deutscher Jurist, Verwaltungsbeamter und Landrat.

## Leben
Heubach war evangelischer Konfession und Sohn eines Bankdirektors. Er besuchte das Dillmann-Realgymnasium Stuttgart und studierte in Berlin, Leipzig und Tübingen Rechtswissenschaften. In Tübingen wurde er 1919 Mitglied der Landsmannschaft Ghibellinia Tübingen. 1922 absolvierte er die erste, 1924 die zweite Staatsprüfung, und 1923 wurde er in Tübingen zum Dr. iur. promoviert. Ab 8. Januar 1925 war in der württembergischen Innenverwaltung beim Oberamt Maulbronn tätig, 1927 wurde er dort Amtmann. Zum 2. Juni 1930 wurde er beim Oberversicherungsamt verwendet.
Zum 1. Mai 1933 trat er der NSDAP bei (Mitgliedsnummer 3.227.078). Ab 6. November 1933 war er Amtsverweser im Oberamt Neckarsulm, zum 30. Januar 1934 wurde er dort Landrat. Ab 1. November 1935 bis 19. April 1938 war er zugleich (kommissarischer) Polizeidirektor und Leiter der Gestapo-Außenstelle in Heilbronn, als Nachfolger des auf Betreiben von NS-Kreisleiter Richard Drauz abgelösten Polizeidirektors Josef Georg Wilhelm (1887–1952), der auch gegen NS-Funktionäre vorgegangen war, die sich strafbar gemacht hatten. Im Gegensatz zu Wilhelm hatte Heubach keine Konflikte mit Drauz.
Ab März 1938 war Heubach im württembergischen Innenministerium tätig, der Heilbronner Landrat Walther Fuchs wurde Amtsverweser im Landkreis Neckarsulm, der zum 1. Oktober 1938 aufgelöst und dem Landkreis Heilbronn zugeschlagen wurde. Nachdem Fuchs zur Behörde des Reichsprotektors für Böhmen und Mähren nach Prag gewechselt war, folgte ihm Heubach in Heilbronn nach und war ab 31. Oktober 1939 Amtsverweser im Landkreis Heilbronn, ab 1940 Landrat. Sein Nachfolger als (kommissarischer) Leiter der Polizeidirektion Heilbronn wurde der Ulmer Verwaltungsjurist und Regierungsrat Wilhelm Dambacher (1905–1966).
In seiner Funktion als Heilbronner Landrat war Heubach an der Ermordung des Polen Aleksander Krześciak durch die Gestapo unter Führung von Friedrich Mußgay am 8. Januar 1943 bei Güglingen beteiligt.
Nach dem Zusammenbruch des NS-Regimes wurde Heubach im April 1945 zweiter Beamter im Landratsamt Wangen. Ende Mai 1945 wurde er wegen NSDAP-Mitgliedschaft und politischer Betätigung während der NS-Herrschaft aus dem Staatsdienst entlassen und war von Mai 1945 bis Mai 1946 im Lager Heilbronn und im Internierungslager Ludwigsburg. Ab August 1946 war er als Bauhilfsarbeiter und Einkäufer eines Bauunternehmens tätig.
Ab 1. Juni 1948 war er wieder in der Verwaltung beschäftigt und stellvertretender Landrat in Ludwigsburg. Am 24. November 1952 wurde er ständiger Vertreter des Regierungspräsidenten von Nordwürttemberg in Stuttgart, am 30. März 1953 Landespolizeipräsident der Polizei Baden-Württemberg. Am 30. November 1963 trat er in den Ruhestand.

## Auszeichnungen
Ernst Heubach erhielt 1963 das Bundesverdienstkreuz 1. Klasse.